# Czernyola thaiensis
Czernyola thaiensis är en tvåvingeart som beskrevs av Mitsuhiro Sasakawa 1986. Czernyola thaiensis ingår i släktet Czernyola och familjen träflugor.
Artens utbredningsområde är Thailand. Inga underarter finns listade i Catalogue of Life.